# Баджер (тауншип, Миннесота)
Баджер (англ. Badger) — тауншип в округе Полк, Миннесота, США. На 2000 год его население составило 166 человек.

## География
По данным Бюро переписи населения США площадь тауншипа составляет 93,6 км², из которых 92,4 км² занимает суша, а 1,2 км² — вода (1,33 %).

## Демография
По данным переписи населения 2000 года здесь находились 166 человек, 46 домохозяйств и 31 семья. Плотность населения —  1,8 чел./км². На территории тауншипа расположено 57 построек со средней плотностью 0,6 построек на один квадратный километр. Расовый состав населения: 95,78 % белых, 3,01 % коренных американцев и 1,20 % приходится на две или более других рас. Испанцы или латиноамериканцы любой расы составляли 3,01 % от популяции тауншипа.
Из 46 домохозяйств в 32,6 % воспитывались дети до 18 лет, в 56,5 % проживали супружеские пары, в 4,3 % проживали незамужние женщины и в 32,6 % домохозяйств проживали несемейные люди. 30,4 % домохозяйств состояли из одного человека, при том 10,9 % из — одиноких пожилых людей старше 65 лет. Средний размер домохозяйства — 2,52, а семьи — 3,10 человека.
19,3 % населения — младше 18 лет, 5,4 % — в возрасте от 18 до 24 лет, 17,5 % — от 25 до 44, 13,9 % — от 45 до 64, и 44,0 % — старше 65 лет. Средний возраст — 52 года. На каждые 100 женщин приходилось 95,3 мужчин. На каждые 100 женщин старше 18 приходилось 94,2 мужчин.
Средний годовой доход домохозяйства составлял 25 625 долларов, а средний годовой доход семьи —  33 750 долларов. Средний доход мужчин —  26 875  долларов, в то время как у женщин — 25 417. Доход на душу населения составил 16 999 долларов. За чертой бедности находились 6,7 % семей и 8,9 % всего населения тауншипа, из которых 6,1 % старше 65 лет.